# Allan Green
Allan Lamar Green (født 20. september 1979 i Tulsa i Oklahoma, USA) er en amerikansk professionel bokser i supermellemvægtdivision og tidligere deltager i Super Six World Boxing Classic-turneringen. Green har som en bemærkelsesværdig udfordrer, en nuværende rekordliste på 29 sejre med 20 knockouts og 4 nederlag.

## Amatørkarriere
Green havde en himmelsk amatørkarriere trods han ikke kvalificerede sig til De Olympiske Lege og vandt i 2002 National Golden Gloves på 78 kg og opnåede en rekordliste på 55-6. Under Golden Gloves-turneringen i 2001, slog Allan Mike Tysons to årti gamle 8 sekunders knockout rekord. Han var også fem gange Oklahoma State mester, og fire gange regional mester, før han blev professionel som 23-årig.

### Amatørresultater
- 5-gange Oklahoma State Mester
- National Pal Silver Medalist
- 4-gange regional Golden Glove Championships
- 2002 National Golden Gloves Letsværvægtmester

## Professionelle karriere

### Tidlige år i Letsværvægt
Green fik sin professionelle debut den 9. november 2002, med en 1. rundes TKO sejr mod Robert Dykes, i sin fjerde kamp vandt han med en enstemmig afgørelse mod Ola Afolabi. Greens karriere var på opsvinget, og han fik sin ShoBox (et bemærkelsesværdig udsigtsprogram) debut med en 7. rundes TKO-sejr mod Rocky Smith. Det var måske Greens anden optræden på ShoBox, der skabte ham hans berygtede blærede 18-sekunder KO sejr mod Jaidon Codrington. Green rystede Codrington og besejrede ham mod torvene og udførte derefter brutale kombinationer før han afsluttede med et venstrehook mod hagen. Slaget slog Codrington bevidstløs, og han faldt gennem torvene. 1. rundes-sejren gav Green Ring Magazine knockout of the year fra 2005.
Greens første udfordring var mod Donnie McCrary. Efter at slå McCrary ned tidligt i 3. runde, blev Green slået ned for første gang i sin karriere, men samledes tilbage og vandt med en 6. rundes KO. Greens næste kamp var mod Contender-medlemmet Anthony Bonsante, hvor Green tog styringen og vandt med en 6. rundes knockout.
Den 14. oktober 2006, udsatte Green sin modstander Jerson Ravelo, fra de olympiske for en brutal TKO på ESPN.

### Mellemvægt
Den 3. marts 2007 rykkede Green ned til 72 kilo for at møde mellemvægtudforderen Edison Miranda. Miranda vandt ved en enstemmig afgørelse i San Juan i Puerto Rico. Kampen blev vist på tv på HBO, og blev bemærkelsesværdig som Greens overraskende uspektakulære præstation.
Miranda dominerede det meste af kampen og slog Green ned to gange i sidste runde. Green nævnte bagefter, at flytte ned til mellemvægt var en vigtig faktor i hans mangel på aggression. Han formåede dog at slå Miranda i gulvet i 8. omgang, men undlod at udnytte muligheden. Green erklærede han agtede at forblive i supermellemvægt efter denne kamp.

### Supermellemvægt
Green vendte tilbage til ringen i juli 2007 og slog Darrell Woods ud i 1. omgang. Dage efter denne sejr Green gennemgik en større operation for at fjerne 85% af sin tyktarm. Green har udtalt, at sygdommwn forårsagede ham problemer så tidligt som i Miranda-kampen.
Den 19. oktober 2007 i Buffalo Run Casino i Miami i Oklahoma, stoppede Allan Green Sherwin Davis i 2. omgang. Green, der kæmpede for første gang siden juli (ko sejr mod Darrell Woods), og havde gennemgået abdominal kirurgi, fik Davis ned to gange i første omgang før han endte kampen.
Allan Green besejrede Rubin Williams i Detroit den 4. januar 2008. Kampen blev tv på ESPN2. Green blev kort efter tvunget til at afvise et tilbud et HBO-tv-møde med Andre Ward, der repræsenterede USA i OL 2004 og erobrede guldmedaljen i letsværvægtdivision. Green ønskede en Wardkamp og en anden HBOeksponering, men han havde allerede påtaget sig en forpligtelse til en kamp mod Williams.
Green var planlagt til at møde Antwun Echols den 29. februar 2008 som en del af Friday Night Fights på ESPN2. Men, Green trak sig brat ud af kampen med 24 timers varsel. Ingen forklaringer blev givet.
Green boksede mod Carl Daniels på 15. november i 2008 i Nashville i Tennessee og vandt på TKO i 7. omgang.
Green kæmpede derefter den 25. april 2009 i Foxwoods Resort, Mashantucket Connecticut på undercardet til Jermain Taylor vs Carl Froch-kampen. Green boksede mod Carlos De Leon Jr. og besejrede sin fjende på TKO i 2. omgang. DeLeon blev slået ned fire gange i 2. omgang.

### Super Six
I januar 2010 annoncerede Jermain Taylor sin afslutning fra Showtimes Super Six World Boxing Classic-turneringen. Green blev valgt som hans efterfølger og udfordrede World Boxing Association supermellemvægtmesteren Andre Ward den 19. juni 2010. Green tabte kampen mod Ward ved enstemmig afgørelse.
Efter hans kamp mod Ward, burde Green have gået videre til fase 3 i Super Six World Boxing Classic, hvor han skulle have konfronteret Danmarks "Viking Warrior", Mikkel Kessler om WBC Supermellemvægtmesterskabet i Herning. Men den 25. august 2010 træk Kessler sig tilbage fra turneringen da han led af øjenskader.
Kessler blev erstattet af Glen Johnson, der mødte Green den 6. november i 2010 i Las Vegas, Nevada, der blev direkte vist på Showtime. Johnson vandt kampen ved knockout i ottende runde og eliminerede derved Green fra turneringen.
Green erkendte at efter sine to nederlag i træk og afslutning af turneringen, at han ville rykke op i letsværvægt. Han skulle have bokset sin comebackkamp mod Dhafir Smith (der slog Jeff Lacy) som undercardkamp til Carl Froch vs. Glen Johnson i The Boardwalk Hall den 4. juni 2011. Kampen blev kort forinden annulleret af ukendte årsager.
Den 19. maj 2012 mødte Allan Green Mikkel Kessler i en kamp, hvor Kessler blev sendt til tælling i 1. omgang, men kom tilbage. I 4. omgang var rollerne byttet om, idet Allan Green blev ramt af Kesslers venstre hånd i form af et knockout, hvorved han tabte kampen.